# 黄卿兴
黄卿兴（1967年11月13日—）是现任国民阵线马来西亚华人公会哥打丁宜区会主席，马华公会柔佛州联委会秘书，哥打丁宜县议会前县议员，马来西亚柔佛哥打丁宜县人。此前担任马华公会柔佛州联委会副主席。

## 政治生涯

### 马华公会

#### 马华公会哥打丁宜区会主席
2018年8月26日，黄卿兴在2018年马华公会哥打丁宜区会代表大会中的改选中顺利连任马华公会哥打丁宜区会主席。

#### 马华公会柔佛州联委会秘书
2018年12月8日，马华公会总会长兼柔佛州联委会主席拿督斯里魏家祥宣布的2018年至2021年执委名单中，黄卿兴就任柔佛州联委会秘书。
马华公会柔佛州联委会秘书黄卿兴同志促请柔佛州行政议会尽快通过马华公会提供的123名村长名单，让村长尽快投入服务与工作。